# Графство Нижний Пальярс
Графство Нижний Пальярс (кат. Comtat de Pallars Jussà, исп. Condado de Pallars Jussà) — средневековое каталонское графство, образовавшееся в 1011 году при разделе графства Пальярс, в него вошла западная часть графства. Графство включало в себя район Побла-де-Сегур, левый берег реки Ногера-Рибагорсана, долину Фламисель, а также пограничный с арабской территорией Конка-де-Тремп. В 1192 году Нижний Пальярс вошло в состав графства Барселона. В настоящее время территория бывшего графства входит в состав современной испанской комарки Пальярс-Хусса.

## История
Графство было образовано при разделе владений графа Пальярса Суньера I его сыновьями. Из них старший, Рамон III, получил западную часть графства Пальярс, получившую название Нижний Пальярс. Доставшееся Рамону владение было экономически более развитым и более густонаселённым, чем графство Верхний Пальярс, доставшееся его брату Гильему II.
После смерти графа Рибагорсы Гильема II, не оставившего наследников, Рамон III предъявил права на графство от имени жены, Майор, которая была сестрой (по другой версии дочерью) графа Кастилии Санчо Гарсии, мать которого, Ава, была дочерью графа Рибагорсы Рамона II. Однако на Рибагорсу предъявил права и король Наварры Санчо III, женатый на Муниадонне, старшей дочери Санчо Кастильского. В итоге в 1018 году Санчо III Наваррский занял центральную часть графства, где разбив мавров, вторгшихся в Рибагорсу. Северная часть графства оказалась в руках Рамона III Пальярского. После развода с женой Рамон III попытался сохранить свою часть графства, однако в 1025 году Санчо III присоединил большую часть северной части графства к Наварре. Рамон III сохранил только котловину Ногеры-Рибагорсаны.
Также Рамону III и его наследнику, Рамону IV пришлось бороться против мавров. При этом они состояли в союзе с виконтом Ажера Арнау Миро де Тостом, прозванным «эль-Сидом Лериды», на дочери которого женился Рамон IV. Однако большая часть завоёванных земель оставалась в руках Артау Миро Тоста.
Во время своего правления графу Рамону IV пришлось столкнуться с агрессивной политикой графов Урхеля (Эрменгола III, а позже его сына Эрменгола IV) и, особенно, графа Верхнего Пальярса Артау I, двоюродного брата, которые стремились присоединить к своим владениям самый густонаселённый и экономически более развитый район Верхнего Пальярса — Конка-де-Тремп, чтобы контролировать границу с Леридой. В итоге Рамон потерял часть крепостей, включая столицу Сегур. Нападениями соседних властителей воспользовалось и дворянство Верхнего Пальярса, заставившие Рамона IV отказаться от ряда своих прав. Только после смерти Артау Рамон смог частично восстановить свою власть, используя для этого военную помощь мавров.
После смерти Рамона IV ему наследовали два сына Пере Рамон I и Арнау Рамон I, правившие совместно, однако судя по всему первенство принадлежало старшему из братьев, Пере Рамону. Об их правлении известно мало. Наследовавший им третий брат, Бернат Рамон I, участвовал в войнах графа Барселоны Рамона Беренгера III и возможно погиб в битве при Корбинсе в 1124 году, однако, согласно картулярию Алаона, он умер в 1131 году.
Наследником Берната Рамона стал Арнау Миро I, сын Арнау Рамона I. Он был союзникам графа Барселоны Рамона Беренгера IV, участвовал в завоевании Тортосы и Лериды, за что получил в награду Фрагу, а также в войне графа Барселоны против короля Наварры Санчо VI.
Арнау Миро завещал графство ордену Госпитальеров, однако в нарушение завещания после его смерти графом стал его сын Рамон V. Он постарался вывести Нижний Пальярс из союза с Барселоной и Арагоном, подписав в 1174 году договор с графом Верхнего Пальярса Артау IV против королей Арагона. Однако он правил всего 3 года, умерев в 1177 году, его наследницей стала единственная малолетняя дочь Валенсия, опекуншей при которой стала бабка, Ориа де Энтенса. Однако в мае 1178 году опекуном был признан король Арагона Альфонсо II.
В 1182 году графиней была признана Дульса де Со, которая в 1192 году отказалась от графства в пользу короля Арагона Альфонсо II, присоединившего Нижний Пальярс к Барселоне.

## Список графов Нижнего Пальярса
- ок. 1011 — после 1047: Рамон III (IV) (ок. 995/1000 — после 1047), граф Нижнего Пальярса с 1010/1011
- после 1047 — после 1098: Рамон IV (V) (ум. после 1098), граф Нижнего Пальярса с после 1047, сын предыдущего
- после 1098 — после 1113: Пере (Педро) Рамон I (ум. после 1113), граф Нижнего Пальярса с после 1098, сын предыдущего
- после 1098 — после 1111: Арнау (Арнальдо) Рамон I (ум. после 1111), граф Нижнего Пальярса с после 1098 (соправитель Пере Рамона I), брат предыдущего
- после 1113—1124/1131: Бернат (Бернардо) Рамон I (ум. 1124/1131), граф Нижнего Пальярса с после 1113, брат предыдущего
- 1124/1131 — 1174: Арнау Миро I (ум. ок. 1174/1177), граф Нижнего Пальярса с 1131, сын Артау Рамона I
- 1174 — 1177: Рамон V (VI) (ум. 1177), граф Нижнего Пальярса с 1174, сын предыдущего
- 1177 — 1182: Валенсия (ум. после 1182), графиня Нижнего Пальярса 1177—1182
- 1182 — 1192: Дульса (ум. после 1192), графиня Нижнего Пальярса 1182—1192, дочь Пере Рамона I